# Prionium serratum
Prionium serratum là một loài thực vật có hoa trong họ Thurniaceae.

## Lịch sử phân loại
Loài này được Carl Linnaeus Trẻ mô tả khoa học đầu tiên năm 1782 dưới danh pháp Juncus serratus. Năm 1832, Ernst Heinrich Friedrich Meyer thiết lập chi Prionium và mô tả loài  Prionium palmita, dẫn chiếu tới Iuncus serratus của Carl Peter Thunberg tại trang 337 tập 2 sách Flora Capensis in năm 1811. Tới lượt mình, Iuncus serratus của Thunberg lại dẫn chiếu tới Juncus serratus của Carl Linnaeus Trẻ.
Năm 1843, Jean François Drège chuyển Juncus serratus của Thunberg thành Prionium serratum.

## Hình ảnh

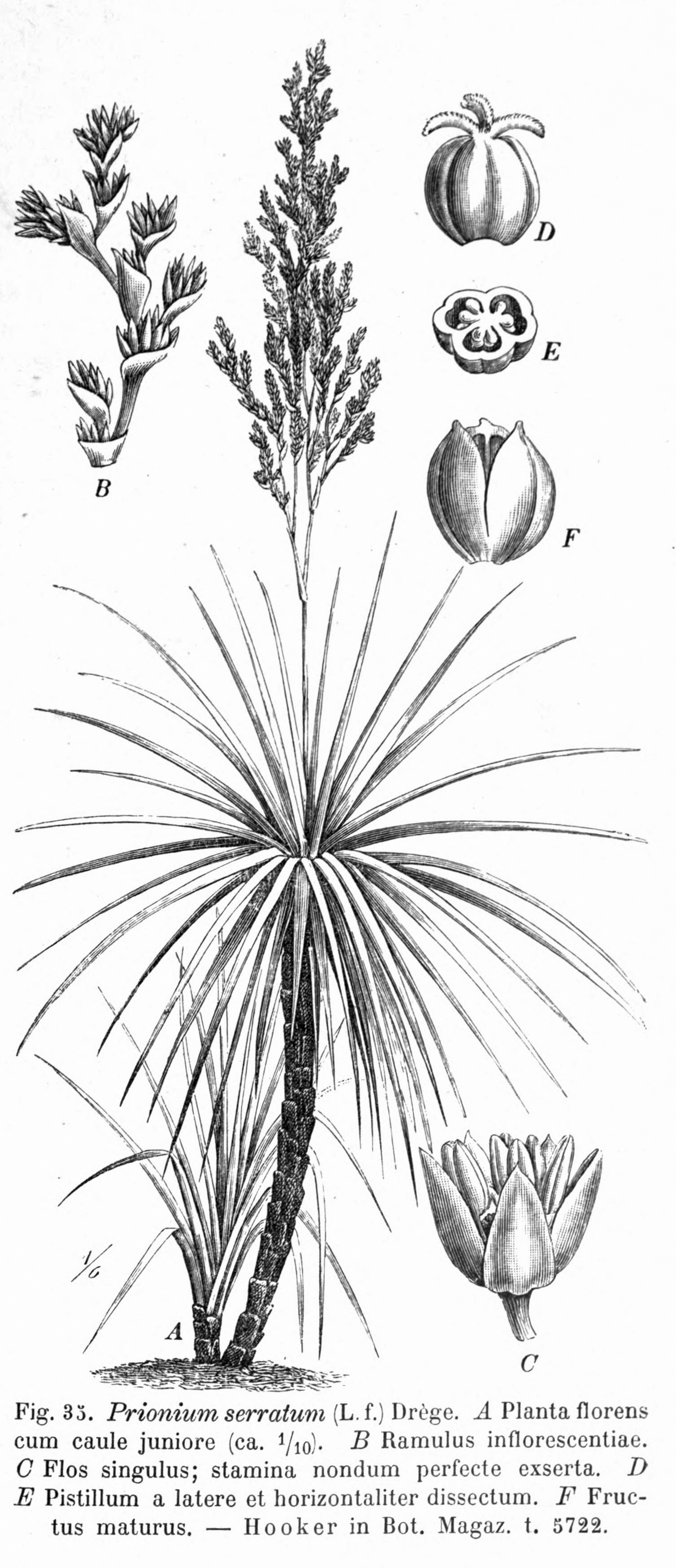
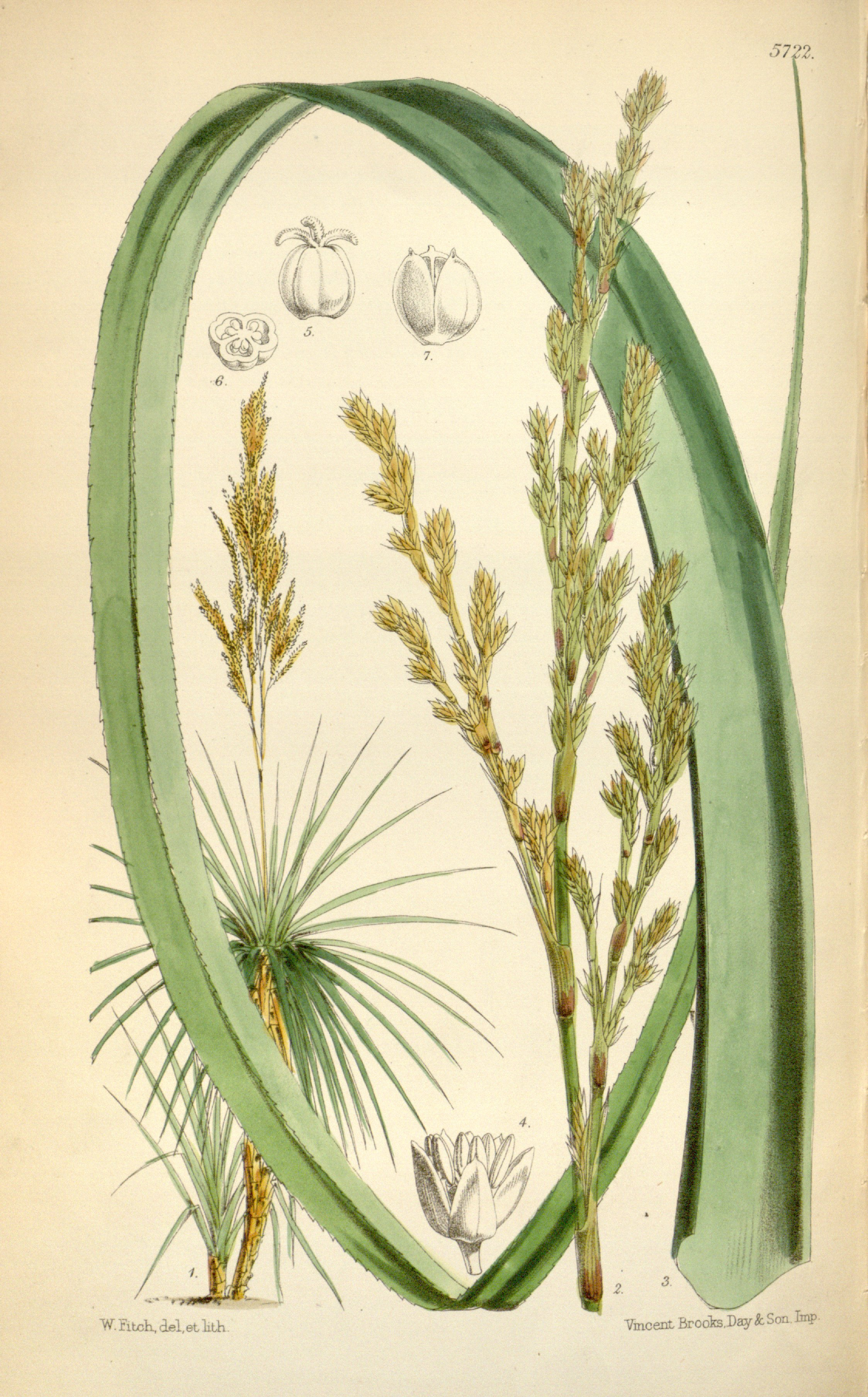
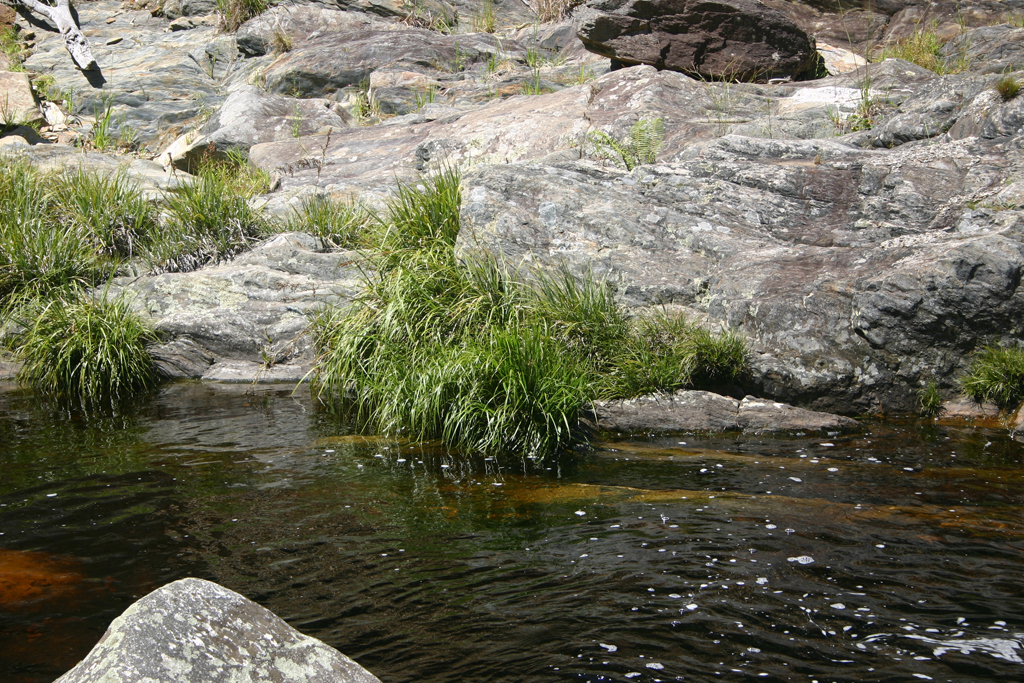
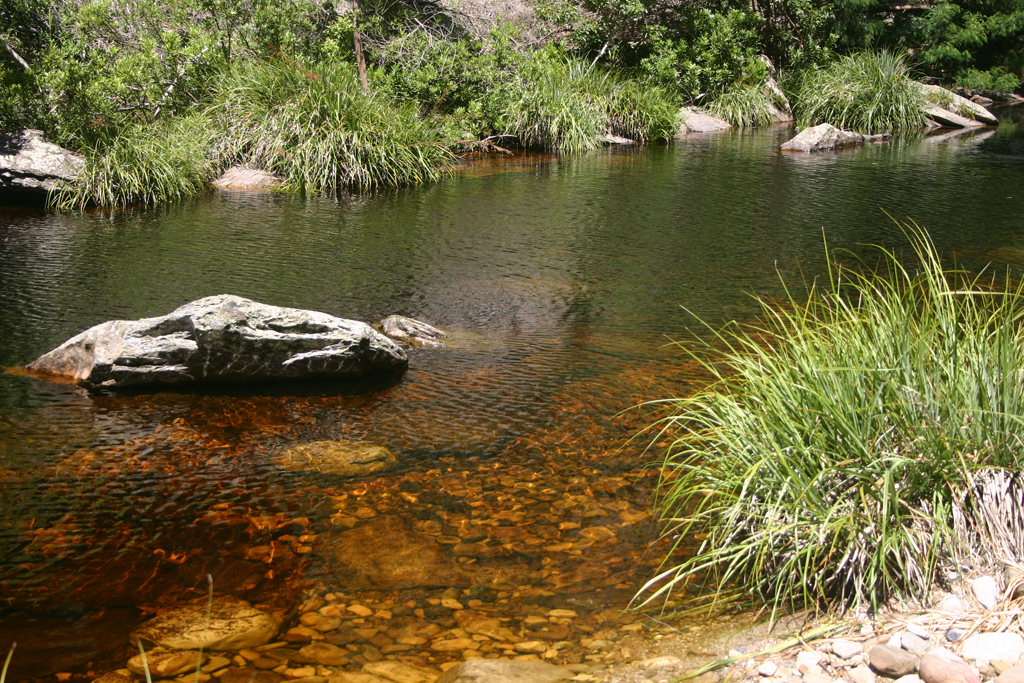

## Phân bố
Loài bản địa Nam Phi.